# Damaged
Det amerikanske hardcore punk-band Black Flags første LP. Betragtes af mange kritikere og fans som bandets bedste album, såvel som et af de bedste hardcore punk-albums i det hele taget. Flere musikere har også gjort udtryk for deres kærlighed til albummet, bl.a. Thurston Moore som inkluderede albummet på en liste over sine Top 5 yndlingsalbums.